# ニッキー・シーラー・ジーリング
ニッキー・シーラー・ジーリング（Nikki Schieler Ziering、1971年8月9日 - ）は、アメリカ合衆国の女優、モデル。

## 経歴
カリフォルニア州ノーウォークに生まれる。出生名はナタリー・シーラー。
1997年9月のプレイメイトをつとめた。その後テレビタレント、女優として活動する。
私生活では1997年、俳優のアイアン・ジーリングと結婚。2002年に離婚した。
2009年、当時のボーイフレンドとの間に一女をもうけた。

## 出演作品
- オースティンパワーズゴールドメンバー(2002年)
- アメリカン・パイ3:ウェディング大作戦(2003年)
- アメリカン パイスクール(2009年)